# Чичерова Ганна Володимирівна
Ганна Володимирівна Чичерова  (рос. Анна Владимировна Чичерова, 22 липня 1982) — російська легкоатлетка, олімпійська медалістка, чемпіонка світу.

## Виступи на Олімпіадах
| Олімпіада   | Дисципліна       | Місце                                                      |
| ----------- | ---------------- | ---------------------------------------------------------- |
| Афіни 2004  | стрибки у висоту | 6                                                          |
| Пекін 2008  | стрибки у висоту | 3, позбавлена нагороди після повторної перевірки на допінг |
| Лондон 2012 | стрибки у висоту | 1                                                          |